# South View (Alberta)
South View est un village d'été (summer village) du Comté de Lac Sainte-Anne, situé dans la province canadienne d'Alberta.

## Démographie
En tant que localité désignée dans le recensement de 2011, South View a une population de 35 habitants dans 16 de ses 20 logements, soit une variation de -69,6 % avec la population de 2006. Avec une superficie de 0,685 7 km2, le village d'été possède une densité de population de 51,042 7 hab/km2 en 2011.
Concernant le recensement de 2006, South View abritait 115 habitants dans 46 de ses 80 logements. Avec une superficie de 0,685 7 km2, South View possédait une densité de population de 167,7 hab/km2 en 2006.
| 2001 | 2006 | 2011 | 2016 |
| ---- | ---- | ---- | ---- |
| 87   | 115  | 35   | 67   |